# Friends of the Earth

Friends of the Earths logotyp

Friends of the Earth International, på svenska ungefär Internationella Jordens Vänner, är en miljöorganisation som samlar ett internationellt nätverk med drygt två miljoner medlemmar i mer än 70 självständiga nationella grupper (2013). Den svenska avdelningen är Jordens Vänner.

## Historia
Organisationen bildades 1971 när fyra miljöorganisationer från Frankrike, USA, Sverige och Storbritannien gick ihop för att bli en världsorganisation.
I och med att organisationen växte satte man 1981 upp ett internationellt sekretariat som till största delen bestod av volontärarbetare. 1983 hade organisationen 25 medlemmar. Man valde då en verkställande kommitté för att hålla koll och ordning på de projekt man arbetade med mellan mötena. Organisationen har ca 2 miljoner medlemmar. [källa behövs] och att det fanns över 5 000 lokala aktivistgrupper som samverkar med Friends of the Earth. Organisationen har numera en klart sydlig dominans.

## Mål
Friends of the Earth jobbar för att alla länder i världen ska ha respekt för mänskliga rättigheter, tänka miljövänligt för att bevara miljön och spara på naturresurser och ekosystem.
De vill engagera människor, få dem att tänka på varandra och miljön, stärka samarbeten mellan människor och länder, och bilda allianser mellan olika organisationer.

## Arbete

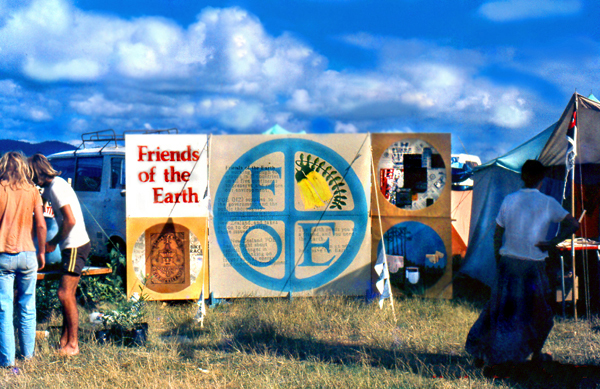
Workshop på Nambassafestivalen i Nya Zeeland 1978

Organisationen arbetar med olika program, till exempel Climate Justice and Energy (Klimaträttvisa och energi) och Forest and Diversity (Skog och mångfald).
I deras program om Climate Justice and Energy kämpar organisationen för rättvisa i områden som har blivit drabbade av klimatförändringar, och försöker hjälpa dem att få rätt på sin energiförsörjning. De hjälper länderna att få rätt att själva kunna välja vilka energikällor de ska använda.
I Forest and Biodiversity-programmet jobbar de för att få bort olaglig skövling av skog och vill få människor att ta hand om sina städer och byar för att bevara sin skog och miljö. De opponerar sig mot de negativa följder som blir av att bara odla en slags gröda på plantager, så kallad monokultur. De pekar på att man bör växla mellan olika grödor för att jorden ska må bra.